# 日本倫理・哲学グランプリ
日本倫理・哲学グランプリ（にほんりんり・てつがくグランプリ）とは主に中学生・高校生を対象とした学術オリンピックの一種である。
2011年までは全国高校哲学エッセイコンクールという名称だった。

## 概要

### 競技内容
主に競う内容は各個人ごとに提出された哲学エッセイの内容であり、評価の際には主に
- 選んだ課題文に含まれるテーマや問題とどれくらい向き合っているか。
- そのテーマや問題についてどれくらい深く考え、理解しているか。
- 自ら問いを設定し、それに答えるべく論じ、結論を出しているか。
- 主張や意見を述べるさい、なぜそう言えるのか、明確な理由を挙げているか。
- 反対の立場も検討しつつ、自分の立場をはっきりさせて論じているか。
- 具体的で分かりやすく、説得力のある首尾一貫した論述になっているか。
- 自分なりの論点や考えを含んだエッセイになっているか。

といった点が重視される。
例年6月頃に複数の哲学命題が発表される。（2025年の哲学命題はこちら）参加者はそれらの命題の中から1つを選び、その命題について4000字程度の哲学エッセイを日本語で書き、9月末までに提出する。そこから金賞（1名）銀賞（3名）銅賞（5名）奨励賞（全応募者数の約上位5%）が選出される。
また日本倫理・哲学グランプリの入賞者は国際哲学オリンピック（IPO)の選考会に参加することができ、選考会でグランプリ、準グランプリを受賞した上位2名が国際哲学オリンピックに出場できる。

### 応募規定
- 対象：中学生・高校生
- 文字数：4000字程度：A4用紙縦
- 論文は１人1編とし、作品は未発表のものに限る。
- 論文は、原則として返却されない。

応募フォームに既卒生の選択肢がないことから他の学術オリンピックとは違い、既卒生は参加できないと思われる。（学術オリンピックは基本的に日本予選であれば20歳未満で大学等の高等教育機関に入学する前の青少年であれば参加できることが多い）

### 選考委員
国際哲学オリンピック日本組織委員に加え、東京大学ほか倫理・哲学専攻教員で編成

## 国際哲学オリンピック選考会
日本倫理・哲学グランプリの受賞者は国際哲学オリンピック選考会に参加することができ、こちらは日本倫理・哲学グランプリと異なり英語で課題が出され英語でエッセイを記述する。だが英語の試験ではないので文法的な誤りでは減点されない。ここでの上位2名がグランプリ・準グランプリとなり国際哲学オリンピックに出場できる。

## 国際哲学オリンピック
国際哲学オリンピック（International Philosophy Olympiad, IPO）は1993年に東欧を中心とした6カ国を代表した6人の高校・大学の哲学教師が協力して始めた、高校生の哲学エッセー・コンテストである。参加国が交替で会場を引き受け、毎年5月に実施される。各参加国は国内予選を経て、高校生二人を代表としてIPOに送り出すことができる。IPOは国際哲学協会連盟の後援、ユネスコの協賛を受けている。
大会では複数の哲学命題が与えられ、4時間の制限時間以内に1つを選択し、その命題についての哲学エッセイを第二外国語でかく。
審査員は以下の項目についてエッセイの評価をする。
1. Relevance to the topic　課題文との関連性
2. Philosophical understanding of the topic　課題文の哲学的理解
3. Persuasive power of argumentation　議論の説得力
4. Coherence　議論の一貫性
5. Originality　独創性[4]

## その他
国際科学オリンピックに含まれる他の学術オリンピックの多くは、その日本予選大会(日本数学オリンピック（JMO)、日本情報オリンピック（JOI)など)が国立研究開発法人科学技術振興機構の支援する日本科学オリンピック委員会に含まれているが、日本倫理・哲学グランプリはこれに含まれていない。また、アジア太平洋言語学オリンピック（APLO)、国際言語学オリンピック（IOL)の日本予選である日本言語学オリンピック（JOL)も同様に含まれていない。